# Португальська Ост-Індія
Португальська Індонезія (порт. Insulíndia portuguesa) — загальна назва для колись значних колоніальних володінь королівства Португалія на островах Зондського архіпелагу (нині більшість з них складають республіку Індонезія) в 1512-1859.[джерело не вказане 3264 дні]
20 квітня 1859 Лісабонський договір між Голландією і Португалією позначив нові кордони, остаточно делімітація яких була проведена лише в 1902—1906. Португалія зберегла тільки Східний Тимор, підконтрольний їй до 1975.
У 2002, після завершення індонезійської окупації, залишки португальської Індонезії здобули незалежність у вигляді республіки Східний Тимор, офіційними мовами якої стали португальська і тетум.

## Історія
Португальська Індонезія була частиною великої португальської колоніальної імперії, що включає також інші азійські, африканські і американські регіони. Спочатку португальські володіння в Індонезії мали переважно таласократичний характер, представляючи собою ряд прибережних укріплених торгово-військових пунктів (Амбон, Макассар та інші), пов'язаних торговими відносинами з цілим ланцюжком інших португальських фортець, які становлять послідовний торговельний ланцюжок, що зв'язував «острови прянощів» з метрополією і ринками Західної Європи (Даман, Діу, Гоа, Цейлон, Мозамбік, Ангола, Кабо-Верде та ін.). До голландського пришестя, Макасар на південному березі Сулавесі (Целебеса) управлявся Португалією в 1512—1665 рр., Амбон в 1526—1609 рр. і т. д. Місцем першої висадки португальців на о. Тимор стала місцевість в районі ліфа (нині східнотиморський ексклав Окуссі-амбен).

### Соціально-економічні відносини в Португальській Індонезії
Фінансова доцільність колонії підтримувалася високими цінами на прянощі в Західній Європі, куди португальцями імпортувалися гвоздика, мускатний горіх, а також інші прянощі і екзотичні товари. Португальці, добре знайомі з ісламом, також виявляли значний інтерес до культури і традицій народів Сходу, збагачуючи їх в свою чергу і європейськими впливами. У XVI-XVII століттях португальська мова стала виконувати роль лінгва франка в цьому регіоні Азії. На рівні розмовної мови портів, вона швидко змішалася з місцевими малайськими говірками, утворивши малайсько-португальську мову. В результаті змішування португальців з місцевим населенням (малайцями і китайцями хакка) утворилися змішані і перехідні групи, які сповідують католицизм — євроазіати, кристанги, топаси, метиси та ін., Рідною для яких стала змішана малайсько-португальська мова. Їх число, однак, залишалося в цілому по архіпелагу незначним (не більше 1-2 %) через крайню віддаленість від самої Португалії. І все ж в ряді місць (Флорес, Окуссі, Східний Тимор) їх число було досить значним (5-10 %) для подальшої організації пропортугальсько налаштованих партизанських загонів, які вели боротьбу з голландською, японською та індонезійською окупацією аж до 1999 року.

## Новий Час
У XVIII-XIX ст. посилення конкуренції з технологічно більш просунутим і більш організованим голландським флотом привела до витіснення Португалії на периферію архіпелагу. Але португальці змогли знову згрупуватися, розгорнувши широку місіонерську діяльність на Малих Зондських островах, до яких іслам ще не дійшов.

### Географія
Португальські володіння включали такі острови (1850):
- Тимор
- Флорес
- Солор
- Адонара
- Ломблен
- Патар
- Алор (Омбаї)
- Атауро
- Енде

## Голландський наступ
Після придушення запеклого опору густонаселених західних мусульманських султанатів, голландський наступ в португальському секторі Індонезії відновився з новою силою в середині XIX століття. Лісабонська угода 1859 року призвела до втрати Португалією 2/3 своїх володінь в регіоні за винятком Східного Тимору.

## Спадщина
Більш ніж 4-х віковий період португальської присутності в регіоні (1512—1975) залишив значний слід в житті і культурі населення островів. Саме завдяки підтримці Португалії Східний Тимор знову зміг здобути незалежність. Португальська мова є офіційною в цій республіці. Крім цього, значна кількість португальських запозичень є в інших місцевих мовах Флоресу, в тому числі і в самій індонезійській мові. Населення Флореса (1,6 млн чол), так само як і населення Східного Тимору (1,2 млн) в основній своїй масі сповідує католицизм.